# Apiculture au Mexique
Le Mexique est l’un des principaux producteurs de miel, avec une production annuelle de 50000 tonnes, et le 3eme exportateur mondial de miel avec 50% de sa production tournée vers l’export. L’apiculture locale est basée à la fois sur l’abeille européenne et des abeilles endémiques Mellipones.
Le Mexique présente des régions contrastées, propices à l’apiculture, mais la production principale provient des états de la Péninsule du Yucatán: Campeche (État), Quintana Roo et Yucatán, au climat tropical avec des saisons sèches et humides.
Les plantes mellifères du mexique les plus importantes, en particulier dans le Yucatan, sont le ts’íits’ilche’ (Gymnopodium floribundum), le Tahonal (Viguiera dentata var. helianthoides), le Chakàah (Bursera simaruba), le Chechem (Metopium brownei), le Sak káatsim (Mimosa bahamensis) et le k’an Chunúup (Thouinia paucidentata canescens).